# Park Place (Franklin Avenue Line)
Park Place is een station van de metro van New York aan de Franklin Avenue Line in het stadsdeel Brooklyn. Het station is in 1998-1999 compleet herbouwd. De Franklin Avenue Shuttle S maakt gebruik van dit station.
 ·  ·  ·  ·  ·  ·  ·  ·  · 
Van noord naar zuid: Franklin Avenue · Park Place · Franklin Avenue-Botanic Garden · Prospect Park